# Franc Košir
Franc Košir (Koroška Bela, 1º ottobre 1931 – Jesenice, 19 dicembre 1991) è stato un cantante sloveno di musica folk.

## Biografia
Si avvicinò al mondo della musica nel 1953, quando formò il quartetto Gorenjska, in seguito rinominato Avsenik Brothers Ensemble, con il quale realizzò nel 1969 il brano Jaz sem pa en Franc Košir, che riscosse molto successo in Slovenia. Il cantante fu costretto ad abbandonare il gruppo nel 1985, a causa di una lunga malattia che lo portò alla morte nel 1991.

## Discografia
- Goldene Klänge Aus Oberkrain (Telefunken, 1971)
- Goldene Klänge Aus Oberkrain II (Telefunken, 1973)
- Jägerlatein In Oberkrain (Telefunken, 1974)
- Jägerlatein In Oberkrain (London International, 1974)
- Es ist So Schön Ein Musikant Zu Sein (doppio, Telefunken, 1974)
- 16 Welterfolge (Telefunken, 1975)
- Mit Musik Und Guter Laune (doppio, Telefunken, 1975)
- Sonntagskonzert (Telefunken, 1975)
- Lustig Und Fidel (Telefunken, 1978)
- Ha! Slavko! Spiel Uns Eins! (Telefunken, 1978)
- Ein Feuerwerk Der Musik (Koch Records, 1986)
- Wir Bleiben Gute Freunde (Koch Records, 1990)
- Es ist So Schön Ein Musikant Zu Sein (Virgin, 1990)
- Polkafest In Oberkrain (CD, Koch Records, 1997)
- Zu Haus di Am Schönsten Ist
- Mito Musik Und Guter Laune
- Auf Silbernen Spuren (Royal Sound)
- Stelldichein In Oberkrain (Telefunken)
- Daheim In Oberkrain (Telefunken)
- Die 20 Besten (cassetta)
- Ein Abend Mit Slavko Avsenik Und Seinen Original Oberkrainern (Telefunken)
- Mit Polka Und Waltzer Durch Die Welt (Telefunken)
- Im Schönen Oberkrain (Telefunken, Deutscher Schallplattenclub)
- Die Oberkrainer Spielen Auf (10 ", Telefunken)